# David Rees-Williams
David Rees Rees-Williams, primer baró d'Ogmore (Bridgend, Gal·les, 22 de novembre de 1903 - 30 d'agost de 1976) va ser un polític britànic. Va formar part del Consell Privat del Regne Unit i va ser premiat amb la Condecoració Territorial d'aquell estat.

## Biografia
Rees-Williams va néixer a Bridgend, al País de Gal·les, fill de Jennet i David Reese Williams. Va obtenir el títol d'advocat el 1929. Encarregat del 6è batalló de la reserva del Regne Unit, al Regiment gal·lès, va ascendir a Capità el 1936 i a Major el 1938, moment en què el batalló es va convertir en una unitat de reflector. Va ser transferit a la Royal Artillery el 1940, com totes les altres unitats reflectores, i va acabar la Segona Guerra Mundial com a Tinent coronel.
Rees-Williams va ser elegit al Parlament del Regne Unit per Croydon South com a membre del Partit Laborista el 1945, derrotant en les eleccions al parlamentari en curs, Sir Herbert Williams. Al govern va ser ministre de l'Oficina colonial, viatjant a l'Àsia oriental per avaluar els moviments independentistes de les colònies. A finals de legislatura, el seu escó va ser redistribuït, i posteriorment va perdre les eleccions, l'any 1950
Poc després de perdre l'escó, Rees-Williams va ser elevat a la dignitat de Baró d'Ogmore, de Bridgend, al County Borough de Bro Morgannwg, el 10 de juliol de 1950. Va servir com a ministre d'Aviació Civil a partir del 1951, i va ser nomenat membre del Consell Privat del Regne Unit aquell mateix any. Mentre era titular del ministeri de l'aviació, va ser un dels promotors de la instal·lació de l'Aeroport de Cardiff a Y Rhws, prop de la seva ciutat natal. Lord Ogmore va ser President del London Welsh Trust, dirigint el London Welsh Centre, a Gray's Inn Road, des del 1955 fins al 1959.
Lord Ogmore es va unir al Partit Liberal el 1959, i entre el 1963 i el 1964 en va ser president.
Lord Ogmore es va casar amb Alice Alexandra Constance Wills. Van tenir tres fills. La seva filla, Elizabeth Rees-Williams, es va casar amb els actors Richard Harris i Sir Rex Harrison, l'empresari Peter Aitken, i més recentment Jonathan Aitken, l'exdiputat conservador. Els seus nets són els actors Jared Harris i Jamie Harris i el director Damian Harris.